# USS Ramage (DDG-61)
Pour les articles homonymes, voir Ramage.
L’USS Ramage (DDG-61) est un destroyer lance-missiles de classe Arleigh Burke de l'United States Navy. Le navire porte le nom du vice-amiral Lawson Ramage (en), un célèbre commandant de sous-marin qui a reçu la Medal of Honor durant la Seconde Guerre mondiale.

## Historique
Le Ramage a été commandé le 21 février 1990, au chantier naval Ingalls de Pascagoula dans le Mississippi. Il a été lancé le 11 février 1994, parrainé par Barbara Ramage (épouse de l'amiral) et commissionné le 22 juillet 1995.
En aout 2019, on annonce qu'il est le premier destroyer qui abandonnera les écrans tactiles et son système de navigation et de pont intégré à partir de l’été 2020.

## Construction

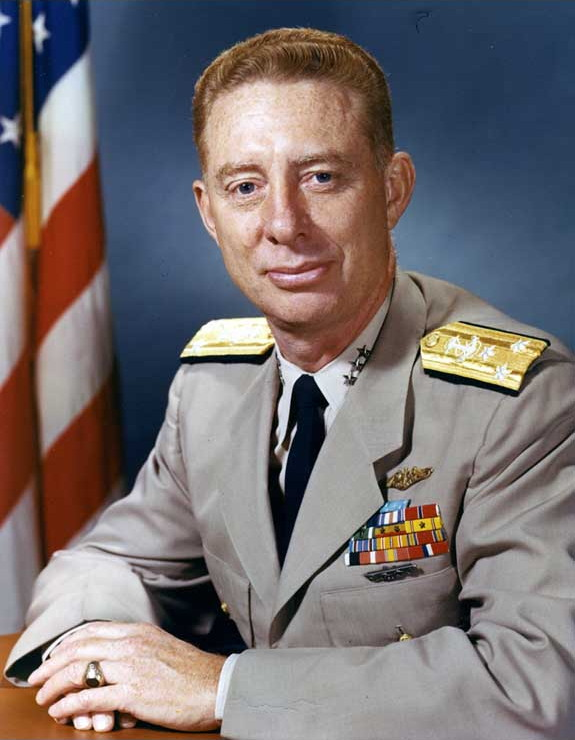
Le vice-amiral Lawson P. Ramage.

Le Ramage a été construit en utilisant des techniques de construction navale modulaires efficaces mises au point par Ingalls dans les années 1970 et renforcées au cours des années 1990 par le développement de produits axée sur la technologie de construction navale.
Ces techniques innovantes permettent d'obtenir un grand navire, comme le Ramage, qui sera construit en trois modules différents puis assemblés pour former le navire complet. La machinerie lourde, comme l'équipement de propulsion, ainsi que les tuyaux, conduits et câbles électriques ont été installés dans des centaines de sous-ensembles, qui ont été réunis pour former des dizaines d'assemblages. Ces assemblages ont ensuite été assemblés pour former les trois modules de la coque. La superstructure du navire, ou « deck house », a été levée au-dessus du module mi-corps au début du processus d'assemblage.
Le lancement du Ramage a été aussi unique que sa construction. Le navire a été déplacé sur terre par le biais du système de transfert de « roue sur rail » de Ingalls puis sur la cale sèche du chantier naval. Les ballasts de celle-ci ont été remplis, et le DDG-61 flottait par lui-même le 11 février 1994. Il a ensuite été transféré à son dock afin de préparer la traditionnelle cérémonie de baptême et les tests.

## Source
- (en) Cet article est partiellement ou en totalité issu de l’article de Wikipédia en anglais intitulé « USS Ramage (DDG-61) » (voir la liste des auteurs).